# Lista fortyfikacji Malty

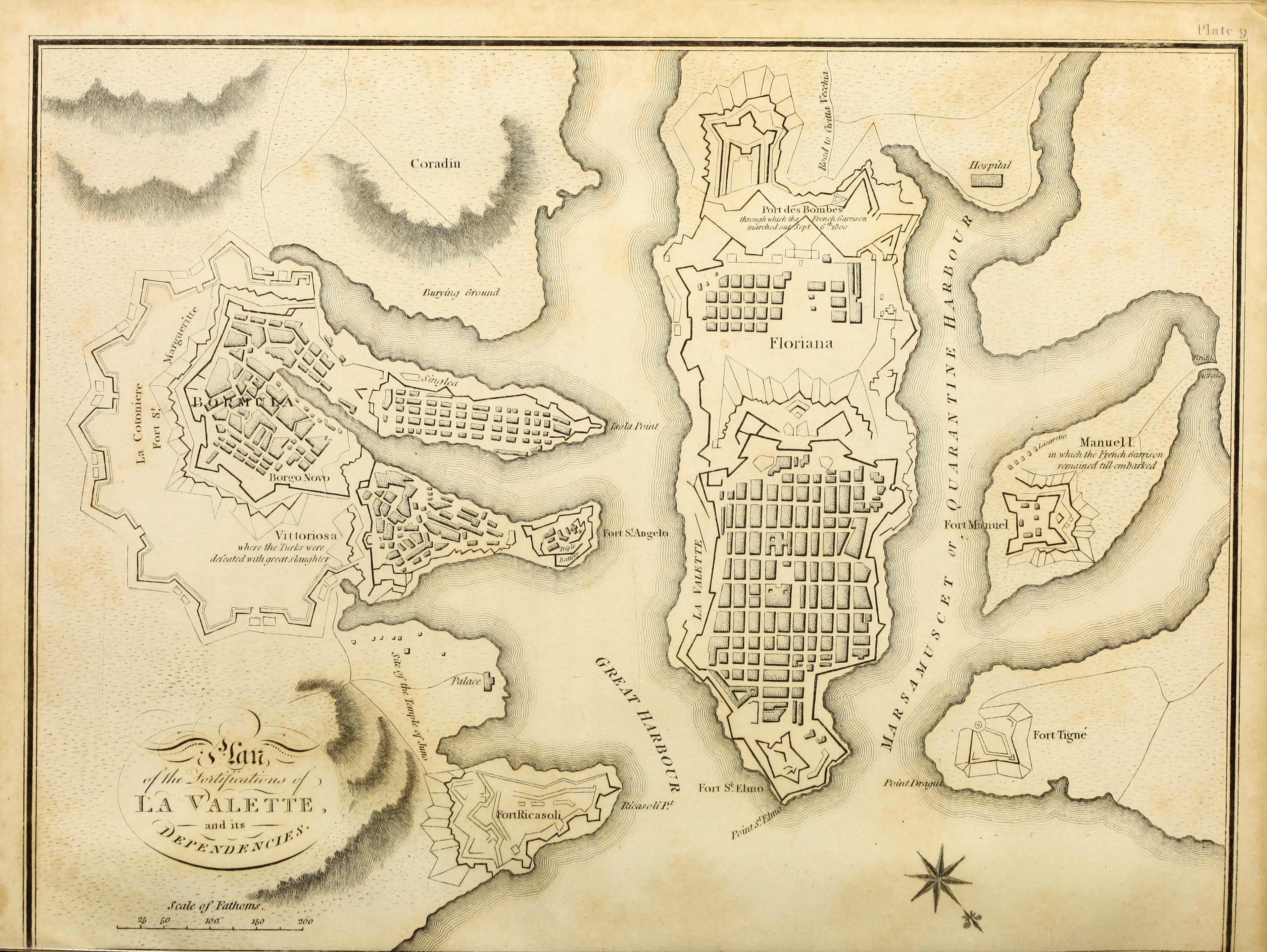
Mapa fortyfikacji Wielkiego Portu i Marsamxett w 1803 r.

To jest lista fortyfikacji Malty.

## Fortyfikacje prehistoryczne
| Nazwa                | Zdjęcie | Lokalizacja      | Okres powstania | Stan               |
| -------------------- | ------- | ---------------- | --------------- | ------------------ |
| Baħrija              |         | Rabat            | Epoka brązu     | Skąpe pozostałości |
| Borġ in-Nadur        |         | Birżebbuġa       | ~1450 p.n.e.    | Jeden bastion cały |
| Nuffara              |         | Xagħra           | Epoka brązu     | Skąpe pozostałości |
| Qortin               |         | Saint Paul’s Bay | Epoka brązu     | Skąpe pozostałości |
| Ras il-Ġebel         |         | Mġarr            | Epoka brązu     | Skąpe pozostałości |
| Wardija ta' San Ġorġ |         | Siġġiewi         | Epoka brązu     | Skąpe pozostałości |

## Miasta warowne
| Nazwa                  | Zdjęcie | Lokalizacja    | Okres budowy        | Zbudowane przez                        | Stan                                      |
| ---------------------- | ------- | -------------- | ------------------- | -------------------------------------- | ----------------------------------------- |
| Birgu                  |         | Birgu          | ~ XIII–XVIII w.     | Zakon Maltański                        | Większość zachowana, w trakcie odnawiania |
| Cittadella             |         | Victoria       | Czasy antyczne–1622 | Korona Domu Aragonii · Zakon Maltański | Nienaruszone, w trakcie odnawiania        |
| Cottonera Lines        |         | Cospicua Birgu | 1670–XVIII w.       | Zakon Maltański                        | W większości nietknięte                   |
| Floriana Lines         |         | Floriana       | 1635–XVIII w.       | Zakon Maltański                        | W większości nietknięte                   |
| Mdina                  |         | Mdina          | Czasy antyczne–1746 | Zakon Maltański                        | Zachowane, odnowione                      |
| Santa Margherita Lines |         | Cospicua       | 1638–1736           | Zakon Maltański                        | Częściowo zachowane                       |
| Senglea                |         | Senglea        | 1552–XVIII w.       | Zakon Maltański                        | Częściowo zachowane                       |
| Valletta               |         | Valletta       | 1566–1570.          | Zakon Maltański                        | Większość zachowana, częściowo odnowione  |

## Forty
| Nazwa              | Zdjęcie | Lokalizacja    | Okres budowy  | Zbudowane przez | Stan                                                                             |
| ------------------ | ------- | -------------- | ------------- | --------------- | -------------------------------------------------------------------------------- |
| Fort Benghisa      |         | Birżebbuġa     | 1910–1912     | Wielka Brytania | Zachowany, zaniedbany                                                            |
| Fort Binġemma      |         | Rabat          | 1875–1878     | Wielka Brytania | Zachowany, bezprawnie zajęty                                                     |
| Fort Campbell      |         | Mellieħa       | 1937–1938     | Wielka Brytania | Ruiny                                                                            |
| Fort Chambray      |         | Għajnsielem    | 1749–1760.    | Zakon Maltański | Zachowany, przebudowany                                                          |
| Fort Delimara      |         | Marsaxlokk     | 1876–1888     | Wielka Brytania | Zachowany, planowane odnowienie                                                  |
| Fort Leonardo      |         | Żabbar         | 1872–1878     | Wielka Brytania | Zachowany, planowane odnowienie                                                  |
| Fort Madalena      |         | Swieqi         | 1878–1880     | Wielka Brytania | Zachowany, używany jako baza główna korpusu ratownictwa oraz ośrodek szkoleniowy |
| Fort Manoel        |         | Gżira          | 1723–1733     | Zakon Maltański | Zachowany, odnowiony                                                             |
| Fort Mellieħa      |         | Mellieħa       | 1940.         | Wielka Brytania | Zachowany, odnowiony                                                             |
| Fort Mosta         |         | Mosta          | 1878–1880.    | Wielka Brytania | Zachowany, używany jako skład amunicji                                           |
| Fort Pembroke      |         | Pembroke       | 1875–1878     | Wielka Brytania | Zachowany, używany jako szkoła                                                   |
| Fort Ricasoli      |         | Kalkara        | 1670–1693     | Zakon Maltański | Zachowany, zaniedbany                                                            |
| Fort Saint Angelo  |         | Birgu          | XIII w.–1690. | Zakon Maltański | Zachowany, odnowiony                                                             |
| Fort Saint Elmo    |         | Valletta       | 1552–1570.    | Zakon Maltański | Zachowany, odnowiony                                                             |
| Fort San Lucian    |         | Marsaxlokk     | 1872–1878     | Wielka Brytania | Zachowany, wykorzystywany jako centrum badawcze świata podwodnego                |
| Fort Saint Michael |         | Isla (Senglea) | 1552–1581     | Zakon Maltański | Zburzony, zachowana część podstawy                                               |
| Fort Saint Rocco   |         | Kalkara        | 1872–1900     | Wielka Brytania | Zachowany                                                                        |
| Fort San Salvatore |         | Birgu          | 1724          | Zakon Maltański | Zachowany, zaniedbany                                                            |
| Fort Tas-Silġ      |         | Marsaxlokk     | 1879–1883     | Wielka Brytania | Zachowany, wykorzystywany jako schronisko dla zwierząt                           |
| Fort Tigné         |         | Sliema         | 1793–1795     | Zakon Maltański | Zachowany, odnowiony                                                             |
| Fort Verdala       |         | Cospicua       | 1852–1856     | Wielka Brytania | Zachowany, wykorzystywany jako osiedle mieszkaniowe i szkoła                     |

## Wieże
| Nazwa                          | Zdjęcie | Lokalizacja      | Okres budowy      | Zbudowana przez | Stan                                                     |
| ------------------------------ | ------- | ---------------- | ----------------- | --------------- | -------------------------------------------------------- |
| Wieża Armier                   |         | Mellieħa         | 1658              | Zakon Maltański | Zachowana, opuszczona                                    |
| Wieża Bengħisa                 |         | Birżebbuġa       | 1659              | Zakon Maltański | Zburzona                                                 |
| Wieża Birkirkara               |         | Birkirkara       | ~1550             |                 | Zachowana                                                |
| Wieża Blat Mogħża              |         | Mġarr            | ~1637             | Zakon Maltański | Zawaliła się                                             |
| Wieża Kapitana                 |         | Naxxar           | 1550.             | Zakon Maltański | Zachowana                                                |
| Wieża Cavalier                 |         | Qrendi           | Nieznany          |                 | Zachowana                                                |
| Wieża Delimara                 |         | Marsaxlokk       | 1659              | Zakon Maltański | Zburzona                                                 |
| Wieża Dwejra                   |         | San Lawrenz      | 1652              | Zakon Maltański | Zachowana, odnowiona                                     |
| Wieża Garzes                   |         | Għajnsielem      | 1605–1607         | Zakon Maltański | Zburzona                                                 |
| Wieża Għajn Ħadid              |         | Mellieħa         | 1658              | Zakon Maltański | Ruiny                                                    |
| Wieża Għajn Tuffieħa           |         | Mġarr            | 1637              | Zakon Maltański | Zachowana, odnowiona                                     |
| Wieża Għallis                  |         | Naxxar           | 1658              | Zakon Maltański | Zachowana, odnowiona                                     |
| Wieża Ħamrija                  |         | Qrendi           | 1659              | Zakon Maltański | Zachowana, odnowiona                                     |
| Wieża Isopu                    |         | Nadur            | 1667              | Zakon Maltański | Zachowana, odnowiona                                     |
| Wieża Ta’ Lippija              |         | Mġarr            | 1637              | Zakon Maltański | Zachowana, odnowiona                                     |
| Wieża Madliena                 |         | Pembroke         | 1658              | Zakon Maltański | Zachowana, odnowiona                                     |
| Wieża Marsalforn               |         | Xagħra           | 1614–1616         | Zakon Maltański | Zawaliła się, ruiny                                      |
| Wieża Mġarr ix-Xini            |         | Għajnsielem      | 1661              | Zakon Maltański | Zachowana, odnowiona                                     |
| Wieża Nadur                    |         | Rabat            | 1637              | Zakon Maltański | Zachowana                                                |
| Wieża Orsi                     |         | Kalkara          | 1629              | Zakon Maltański | Zburzona                                                 |
| Wieża Qawra                    |         | Saint Paul’s Bay | 1638              | Zakon Maltański | Zachowana, mieści się w niej restauracja                 |
| Wieża Świętej Agaty            |         | Mellieħa         | 1647–1649         | Zakon Maltański | Zachowana                                                |
| Wieża św. Jerzego              |         | St. Julian's     | 1638              | Zakon Maltański | Zachowana, znajduje się na terenie hotelowym             |
| Wieża St. Julians              |         | Sliema           | 1658              | Zakon Maltański | Zachowana, znajduje się w niej restauracja               |
| Wieża św. Lucjana              |         | Marsaxlokk       | 1610–1611         | Zakon Maltański | Zachowana, wykorzystywana jako rolnicze centrum badawcze |
| Wieża św. Marka                |         | Naxxar           | 1658              | Zakon Maltański | Zachowana, odnowiona                                     |
| Wieża Świętej Marii            |         | Għajnsielem      | 1618              | Zakon Maltański | Zachowana, odnowiona                                     |
| Wieża Santa Maria delle Grazie |         | Xgħajra          | 1620              | Zakon Maltański | Zburzona                                                 |
| Wieża św. Tomasza              |         | Marsaskala       | 1614              | Zakon Maltański | Zachowana                                                |
| Wieża Sciuta                   |         | Qrendi           | 1638              | Zakon Maltański | Zachowana, planowane odnowienie                          |
| Torre dello Standardo          |         | Mdina            | 1725              | Zakon Maltański | Zachowana, mieści Centrum Informacji Turystycznej        |
| Wieża Tal-Wejter               |         | Birkirkara       | XVII lub XVIII w. | Zakon Maltański | Zachowana                                                |
| Wieża Triq il-Wiesgħa          |         | Żabbar           | 1659              | Zakon Maltański | Zachowana, odnowiona                                     |
| Wieża Wardija                  |         | Żurrieq          | 1659              | Zakon Maltański | Zachowana                                                |
| Wieża Wignacourt               |         | Saint Paul’s Bay | 1610              | Zakon Maltański | Zachowana, mieści muzeum                                 |
| Wieża Xlendi                   |         | Munxar           | 1650              | Zakon Maltański | Zachowana, w trakcie odnowy                              |
| Wieża Xrobb l-Għaġin           |         | Marsaxlokk       | 1659              | Zakon Maltański | Ruiny                                                    |
| Wieża Żonqor                   |         | Marsaskala       | 1659              | Zakon Maltański | Zburzona                                                 |

Uwaga:
- Wieże prywatne – patrz Lista fortyfikacji Malty#Ufortyfikowane domy i prywatne wieże.

## Baterie
| Nazwa                          | Zdjęcie | Lokalizacja          | Okres budowy | Zbudowane przez     | Stan                                                            |
| ------------------------------ | ------- | -------------------- | ------------ | ------------------- | --------------------------------------------------------------- |
| Wieża i bateria Aħrax          |         | Mellieħa             | 1715         | Zakon Maltański     | Zachowana, opuszczona                                           |
| Bateria Arrias                 |         | St. Paul’s Bay       | 1715         | Zakon Maltański     | Zachowana, mieści restaurację                                   |
| Bateria Balbani                |         | Birżebbuġa           | 1715         | Zakon Maltański     | Zburzona                                                        |
| Bateria Buġibba                |         | St. Paul’s Bay       | 1715         | Zakon Maltański     | Zburzona, przetrwał rów obronny                                 |
| Bateria Cambridge              |         | Sliema               | 1878–1886    | Wielka Brytania     | Zachowana, planowane odnowienie                                 |
| Bateria Klasztor Kapucynów     |         | Kalkara              | 1799         | powstańcy maltańscy | Zburzona                                                        |
| Baterie Corradino              |         | Paola                | 1798–1799    | powstańcy maltańscy | Zburzona                                                        |
| Wieża i bateria Delimara       |         | Marsaxlokk           | 1793         | Zakon Maltański     | Zburzona                                                        |
| Bateria Della Grazie           |         | Xgħajra              | 1888–1893    | Wielka Brytania     | Zachowana, planowane odnowienie                                 |
| Bateria Dellia                 |         | St. Paul’s Bay       | 1715         | Zakon Maltański     | Zburzona                                                        |
| Bateria Elminiech              |         | Birżebbuġa           | 1715         | Zakon Maltański     | Zburzona                                                        |
| Bateria Fedeau                 |         | Mellieħa             | 1715         | Zakon Maltański     | Zburzona                                                        |
| Bateria Ferretti               |         | Birżebbuġa           | 1715         | Zakon Maltański     | Zachowana, mieści restaurację                                   |
| Bateria Garden                 |         | Sliema               | 1889–1894    | Wielka Brytania     | Zachowana, w trakcie odnawiania                                 |
| Bateria Għallis                |         | Naxxar               | 1715         | Zakon Maltański     | Ruiny                                                           |
| Bateria Għargħar               |         | San Ġwann            | 1798         | powstańcy maltańscy | Zburzona                                                        |
| Bateria Jesuit Hill            |         | Marsa                | 1799         | powstańcy maltańscy | Zburzona                                                        |
| Bateria Lascaris               |         | Valletta             | 1854–1856    | Wielka Brytania     | Zachowana                                                       |
| Bateria Lembi                  |         | Sliema               | 1757         | Zakon Maltański     | Zburzona                                                        |
| Bateria Maħsel                 |         | Marsaskala           | 1714         | Zakon Maltański     | Zburzona                                                        |
| Bateria Marsa                  |         | Marsa                | 1798         | powstańcy maltańscy | Zburzona                                                        |
| Bateria Mistra                 |         | Mellieħa             | 1761         | Zakon Maltański     | Zachowana, odnowiona                                            |
| Bateria Pembroke               |         | Pembroke             | 1897–1899    | Wielka Brytania     | Częściowo zburzona, zachowane jedno stanowisko działa           |
| Bateria Pinto                  |         | Birżebbuġa           | 1715         | Zakon Maltański     | Mocno przebudowana                                              |
| Bateria Qalet Marku            |         | Naxxar               | 1715         | Zakon Maltański     | Ruiny                                                           |
| Wieża i bateria Qawra          |         | St. Paul’s Bay       | 1715         | Zakon Maltański     | Zachowana, mieści restaurację i basen                           |
| Bateria Qolla l-Bajda          |         | Żebbuġ (Gozo)        | 1716         | Zakon Maltański     | Zachowana, opuszczona                                           |
| Bateria Ramla Lewa             |         | Xagħra               | 1715         | Zakon Maltański     | Ruiny                                                           |
| Bateria Ramla Prawa            |         | Nadur                | 1715         | Zakon Maltański     | Ruiny                                                           |
| Bateria Rihama                 |         | Marsaskala           | 1714         | Zakon Maltański     | W większości zachowana, planowane odnowienie                    |
| Bateria Rinella                |         | Kalkara              | 1878–1886    | Wielka Brytania     | Zachowana, odnowiona                                            |
| Bateria Saint Anthony          |         | Qala                 | 1731–1732    | Zakon Maltański     | Zachowana, odnowiona                                            |
| Wieża i bateria Saint Julian's |         | Sliema               | 1715         | Zakon Maltański     | Bateria częściowo zachowana, wieża zachowana                    |
| Wieża i bateria Saint Lucian   |         | Marsaxlokk           | 1715         | Zakon Maltański     | Bateria zburzona, wieża zachowana                               |
| Bateria Świętej Marii          |         | Comino               | 1715         | Zakon Maltański     | Zachowana, odnowiona                                            |
| Bateria Świętej Marii          |         | Żebbuġ (Gozo)        | 1715         | Zakon Maltański     | Zburzona                                                        |
| Bateria św. Pawła              |         | Marsaxlokk           | 1881–1886    | Wielka Brytania     | Zachowana, opuszczona                                           |
| Bateria św. Petroniusza        |         | Kalkara              | 1602         | Zakon Maltański     | Zburzona, przetrwał rów obronny                                 |
| Bateria św. Piotra             |         | Kalkara              | 1798         | powstańcy maltańscy | Zburzona                                                        |
| Bateria św. Rocha              |         | Kalkara              | 1798–1799    | powstańcy maltańscy | Zburzona                                                        |
| Wieża i bateria św. Tomasza    |         | Marsaskala           | 1715         | Zakon Maltański     | Wieża zachowana, bateria „odbudowana” w nowoczesnym stylu       |
| Saluting Battery               |         | Valletta             | 1560.        | Zakon Maltański     | Zachowana, odnowiona                                            |
| Baterie Sliema                 |         | Sliema               | 1798         | powstańcy maltańscy | Zburzone                                                        |
| Bateria Sliema Point           |         | Sliema               | 1872–1876    | Wielka Brytania     | Zachowana, mieści restaurację                                   |
| Bateria Spinola                |         | St. Julian's         | 1889–1894    | Wielka Brytania     | Zburzona                                                        |
| Bateria Ta' Għemmuna           |         | St. Julian's         | 1799         | powstańcy maltańscy | Zburzona                                                        |
| Bateria Tal-Borg               |         | Tarxien              | 1798         | powstańcy maltańscy | Zburzona                                                        |
| Bateria Tarġa                  |         | Mosta St. Paul’s Bay | 1887–1890.   | Wielka Brytania     | Zachowana, planowane odnowienie                                 |
| Bateria Tas-Samra              |         | Ħamrun               | 1798         | powstańcy maltańscy | Zburzona. Kościół, stojący na tyłach baterii, zachowany.        |
| Bateria Tombrell               |         | Marsaxlokk           | 1722         | Zakon Maltański     | Zburzona, rów obronny zachowany                                 |
| Bateria Vendôme                |         | Mellieħa             | 1715         | Zakon Maltański     | Zachowana, zniszczona                                           |
| Bateria Wardija                |         | Saint Paul’s Bay     | 1915         | Wielka Brytania     | Zburzona, zachowane dwie podstawy dział                         |
| Bateria Westreme               |         | Mellieħa             | 1715         | Zakon Maltański     | Główny budynek zachowany, platforma działowa zniszczona         |
| Bateria Wied Musa              |         | Mellieħa             | 1715         | Zakon Maltański     | Platforma działowa zachowana, główny budynek mocno przebudowany |
| Wieża i bateria Wignacourt     |         | St. Paul’s Bay       | 1715         | Zakon Maltański     | Bateria w większości zachowana, wieża zachowana                 |
| Bateria Wilġa                  |         | Marsaxlokk           | 1714         | Zakon Maltański     | Główny budynek zachowany, platforma działowa zburzona           |
| Bateria Wolseley               |         | Marsaxlokk           | 1897–1899    | Wielka Brytania     | Zachowana                                                       |
| Baterie Żabbar                 |         | Żabbar               | 1798         | powstańcy maltańscy | Zburzona                                                        |
| Baterie Żejtun                 |         | Żejtun               | 1798         | powstańcy maltańscy | Zburzone                                                        |
| Bateria Żonqor                 |         | Marsaskala           | 1882–1886    | Wielka Brytania     | Zachowana, używana jako farma                                   |

Uwagi:
- Baterie ulokowane wewnątrz większych fortyfikacji nie są umieszczone na powyższej liście. Są to baterie:
  - Bateria De Guiral w Forcie Saint Angelo
  - Baterie Grunenburgh w Forcie Saint Angelo, Valletcie i Senglei
  - Dolna Bateria w Cittadelli
  - Kilka innych baterii wewnątrz fortyfikacji Birgu
- Baterie przeciwlotnicze, zbudowane w czasie II wojny światowej również nie są ujęte na liście.

## Reduty
| Nazwa                  | Zdjęcie | Lokalizacja    | Okres budowy | Zbudowane przez     | Stan                                                                |
| ---------------------- | ------- | -------------- | ------------ | ------------------- | ------------------------------------------------------------------- |
| Reduta Baħar iċ-Ċagħaq |         | Naxxar         | 1715         | Zakon Maltański     | Zachowana, używana jako bar                                         |
| Reduta Briconet        |         | Marsaskala     | 1715         | Zakon Maltański     | Zachowana, mieści posterunek policji                                |
| Reduta Crivelli        |         | Mellieħa       | 1715         | Zakon Maltański     | Ruiny                                                               |
| Reduta Del Fango       |         | Marsaxlokk     | 1715         | Zakon Maltański     | Zburzona                                                            |
| Reduta Fresnoy         |         | Birżebbuġa     | 1715         | Zakon Maltański     | Zburzona                                                            |
| Wieża Marsalforn       |         | Xagħra         | 1720         | Zakon Maltański     | Zburzona                                                            |
| Reduta Mellieħa        |         | Mellieħa       | 1715         | Zakon Maltański     | Zburzona                                                            |
| Reduta Perellos        |         | St. Paul’s Bay | 1715         | Zakon Maltański     | Zburzona                                                            |
| Reduta Qalet Marku     |         | Naxxar         | 1715         | Zakon Maltański     | Zburzona                                                            |
| Reduta Qortin          |         | Mellieħa       | 1715         | Zakon Maltański     | Częściowo zachowana                                                 |
| Reduta Ramla           |         | Xagħra         | 1715         | Zakon Maltański     | Zburzona                                                            |
| Reduta św. Jerzego     |         | Birżebbuġa     | 1715         | Zakon Maltański     | Zachowana                                                           |
| Reduta św. Lucjana     |         | Marsaxlokk     | 1799         | Wielka Brytania     | Zburzona                                                            |
| Reduta Świętej Marii   |         | Comino         | 1716         | Zakon Maltański     | Zburzona                                                            |
| Reduta św. Rocha       |         | Kalkara        | 1799         | Wielka Brytania     | Zburzona                                                            |
| Reduta Spinola         |         | Birżebbuġa     | 1715         | Zakon Maltański     | Zburzona                                                            |
| Reduta Tal-Bir         |         | Mellieħa       | 1715         | Zakon Maltański     | Ruiny                                                               |
| Wieża Vendôme          |         | Marsaxlokk     | 1715         | Zakon Maltański     | Zachowana, mieści pomieszczenia klubu piłkarskiego                  |
| Reduta Wiatrak         |         | Żabbar         | 1798         | powstańcy maltańscy | Zburzona. Wiatrak, wokół którego zbudowano redutę, ciągle istnieje. |
| Reduta Ximenes         |         | Naxxar         | 1715         | Zakon Maltański     | Zachowana, odnowiona                                                |
| Reduta Xwejni          |         | Żebbuġ (Gozo)  | 1715         | Zakon Maltański     | Zburzona                                                            |
| Reduta Żabbar          |         | Żabbar         | 1798         | powstańcy maltańscy | Zburzona                                                            |

## Umocnienia (entrenchments)
| Nazwa                       | Zdjęcie | Lokalizacja          | Okres budowy | Zbudowane przez | Stan                                        |
| --------------------------- | ------- | -------------------- | ------------ | --------------- | ------------------------------------------- |
| Bengħisa Entrenchment       |         | Birżebbuġa           | 1761         | Zakon Maltański | Zburzone                                    |
| Birżebbuġa Entrenchment     |         | Birżebbuġa           | 1761         | Zakon Maltański | Częściowo zachowane                         |
| Falca Gap Entrenchment      |         | Mġarr St. Paul’s Bay | 1723–1732    | Zakon Maltański | Ruiny                                       |
| Għajn Tuffieħa Entrenchment |         | Mġarr                |              | Zakon Maltański | Częściowo zachowane                         |
| Louvier Entrenchment        |         | Mellieħa             | 1761         | Zakon Maltański | Budowa niedokończona W większości zachowane |
| Madliena Entrenchment       |         | Naxxar               |              | Zakon Maltański | Zachowany krótki odcinek                    |
| Naxxar Entrenchment         |         | Naxxar               | 1722         | Zakon Maltański | Częściowo zachowane                         |
| Qawra Point Entrenchment    |         | St. Paul’s Bay       | 1761         | Zakon Maltański | Zachowany krótki odcinek                    |
| Qbajjar Entrenchment        |         | Żebbuġ (Gozo)        |              | Zakon Maltański | Przetrwało kilka pozostałości               |
| Ramla Entrenchment          |         | Xagħra               | 1720         | Zakon Maltański | Przetrwało kilka pozostałości               |
| Saint Julian's Entrenchment |         | St. Julian's         |              | Zakon Maltański | Zachowany krótki odcinek                    |
| Saint Lucian Entrenchment   |         | Marsaxlokk           | 1799         | Wielka Brytania | Zburzone                                    |
| Spinola Entrenchment        |         | St. Julian's         | 1761         | Zakon Maltański | Częściowo zachowane                         |
| Ta' Kassisu Entrenchment    |         | Mellieħa             | 1761         | Zakon Maltański | Budowa nieukończona W większości zachowane  |
| Xgħajra Entrenchment        |         | Żabbar               | 1761         | Zakon Maltański | Zachowane krótkie odcinki                   |
| Xrobb l-Għaġin Entrenchment |         | Marsaxlokk           | 1761         | Zakon Maltański | Ruiny                                       |
| Żewwieqa Entrenchment       |         | Għajnsielem          | 1761         | Zakon Maltański | Ruiny                                       |

Uwagi:
- Oryginalnie planowano budowę umocnień (entrenchments) wokół całego wybrzeża wysp maltańskich. Na liście powyżej umieszczono te, których pozostałości przetrwały, lub o których definitywnie wiadomo, że istniały.

## Linie fortyfikacji
| Nazwa           | Zdjęcie | Lokalizacja                       | Okres budowy | Zbudowane przez | Stan                   |
| --------------- | ------- | --------------------------------- | ------------ | --------------- | ---------------------- |
| Corradino Lines |         | Paola                             | 1871–1880    | Wielka Brytania | W większości zachowane |
| Victoria Lines  |         | Rabat Mġarr Mosta Naxxar Għargħur | 1875–1899    | Wielka Brytania | Częściowo zachowane    |

Uwagi:
- Floriana Lines, Santa Margherita Lines oraz Cottonera Lines są również liniami fortyfikacji, lecz umieszczone są na liście miast warownych z powodu bliskości siedzib ludzkich.

## Ufortyfikowane domy i prywatne wieże
| Nazwa               | Zdjęcie | Lokalizacja | Okres budowy | Zbudowane przez            | Stan                                                        |
| ------------------- | ------- | ----------- | ------------ | -------------------------- | ----------------------------------------------------------- |
| Zbrojownia          |         | Siġġiewi    |              |                            | Zachowana                                                   |
| Wieża Bubaqra       |         | Żurrieq     | ~1579        | Don Matteolo Pisani        | Zachowana                                                   |
| Castello Lanzun     |         | San Ġwann   | XV w.–1713   | Wenzu Lanzun               | Zachowany                                                   |
| Wieża Gauci         |         | Naxxar      | XVI w.       | Francesco Gauci            | Zachowana                                                   |
| Wieża Gourgion      |         | Xewkija     | 1690         | Giovanni Gourgion          | Zburzona, zachowane niektóre elementy kamieniarki           |
| Wieża Mamo          |         | Marsaskala  | 1657         | Gregorio i Giorgio Mamo    | Zachowana, odnowiona                                        |
| Wieża św. Cecylii   |         | Għajnsielem | 1613         | Fra Bernardo Macedonia     | Zachowana                                                   |
| Wieża Ta' Ingraw    |         | Żejtun      | 1603         | Klement Tabone             | Rozebrana; materiał kamieniarski użyty do budowy farmhouses |
| Wieża Tal-Mozz      |         | Żejtun      | 1628         |                            |                                                             |
| Wieża św. Antoniego |         | Żejtun      |              |                            | Zburzona podczas II w.ś.                                    |
| Wieża Ta' Bettina   |         | Marsaxlokk  | ~1740        | rodzina D'Aurel            | Zachowana                                                   |
| Wieża Tal-Buttar    |         | Marsaskala  |              |                            | Zachowana                                                   |
| Wieża Tal-Gardiel   |         | Marsaskala  |              |                            | Zachowana                                                   |
| Pałac Verdala       |         | Siġġiewi    | 1586         | Hugues Loubenx de Verdalle | Zachowany                                                   |
| Wieża Vincenti      |         | Mqabba      | 1726         | Fra Orfeo de Vincenzo      | Częściowo zachowana                                         |